# Ernst C. Sigrist
Ernst C. Sigrist (* 8. Oktober 1956 in Münsingen BE) ist ein Schweizer Schauspieler.

## Leben
Sigrist absolvierte von 1977 bis 1980 die Schauspielakademie Zürich. 1986 nahm er an einem Theaterseminar Blanche Soland in Paris teil und nutzte die Zeit auch als Sprachaufenthalt. Von 1980 bis 1983 hatte Sigrist erste feste Engagements im Schauspielhaus Zürich, von 1984 bis 1985 im Theater Bremen, von 1989 bis 1991 im Landestheater Tübingen und von 2007 bis 2012 im Stadttheater Bern. Zwischenzeitlich hatte er erste Filmrollen und spielte die Rolle des Kommissars Markus Gertsch im Schweizer Tatort von 1992 bis 2001.

## Filmografie
- 1983:	Zürich-Connection
- 1986:	Der schwarze Tanner
- 1987:	Die Dollarfalle
- 1992–2002: Tatort als Assistent Markus Gertsch
  - 1992: Marion
  - 1993: Gehirnwäsche
  - 1994: Herrenboxer
  - 1995: Rückfällig
  - 1996: Die Abrechnung
  - 1998: Russisches Roulette
  - 1998: Am Ende der Welt
  - 1999: Alp-Traum
  - 2000: Chaos
  - 2002: Time-Out
- 1993:	Tschäss
- 1994:	Punch
- 1995:	Verbotene Zone
- 2001:	Spital in Angst
- 2002: Dilemma
- 2003: La moto de ma mère
- 2008: Jimmie
- 2011:	Eine wen iig-dr Dällebach Kari
- 2011:	Der Verdingbub
- 2012:	Am Hang
- 2017: Wilder
- 2018: Seitentriebe
- 2023: Daheim in den Bergen – Die Zweitgeborenen
- 2025: Tatort: Rapunzel